# Antoine-François Callet
Pour les articles homonymes, voir Callet.
Antoine-François Callet, dit Antoine Callet, né le 22 mars 1741 et mort le 2 octobre 1823 est un peintre français.

## Biographie

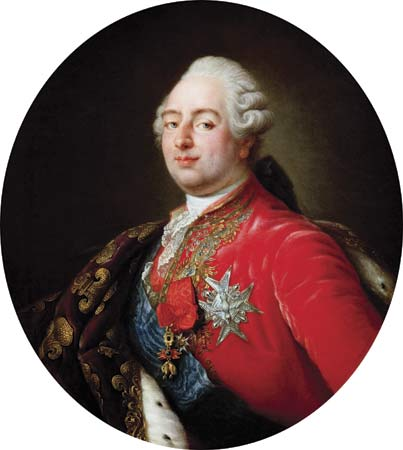
Portrait de Louis XVI (1786), Paris, musée Carnavalet.

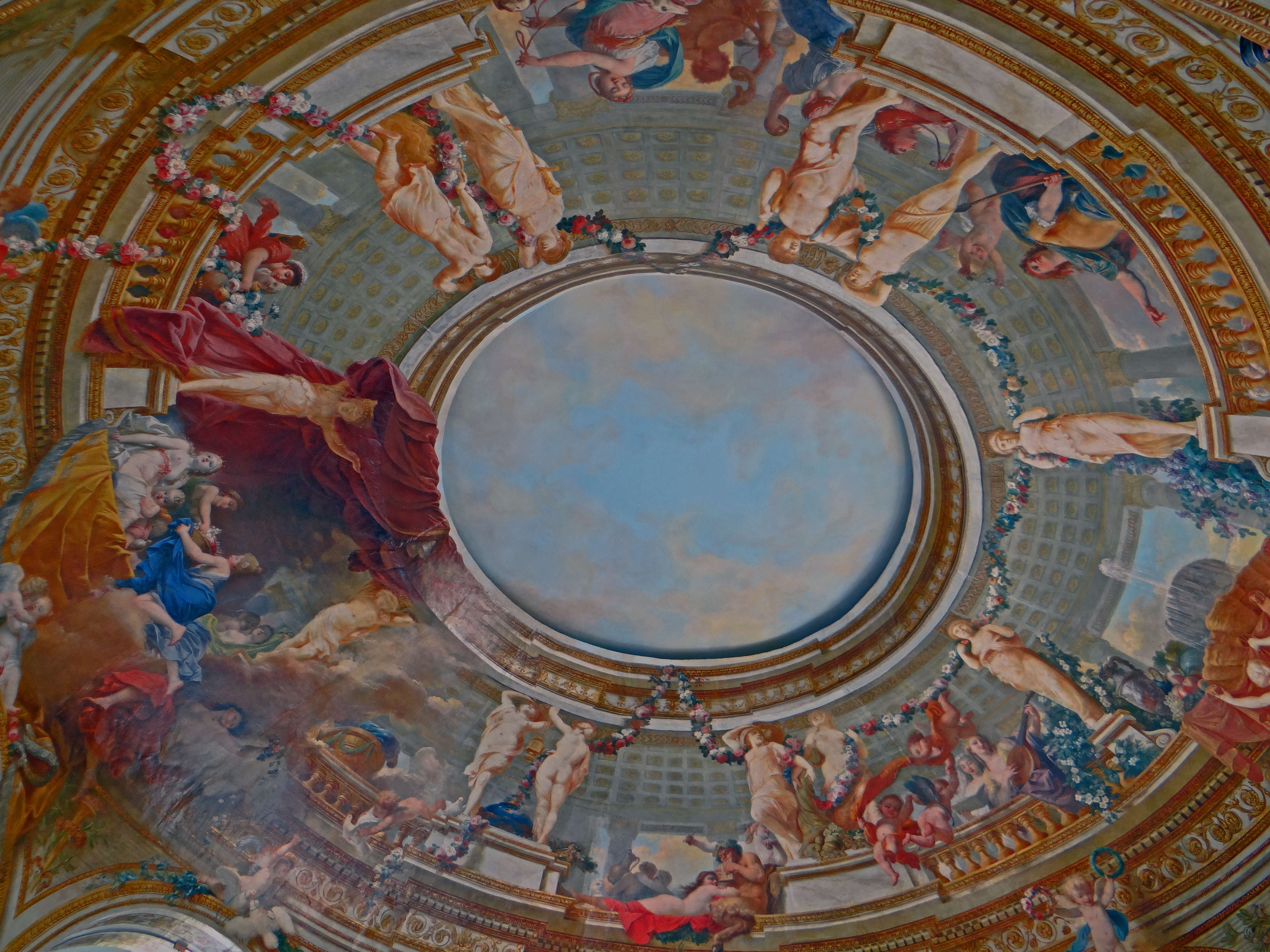
Histoire de Vénus (1774), huile sur toile,, Paris, musée du Louvre.

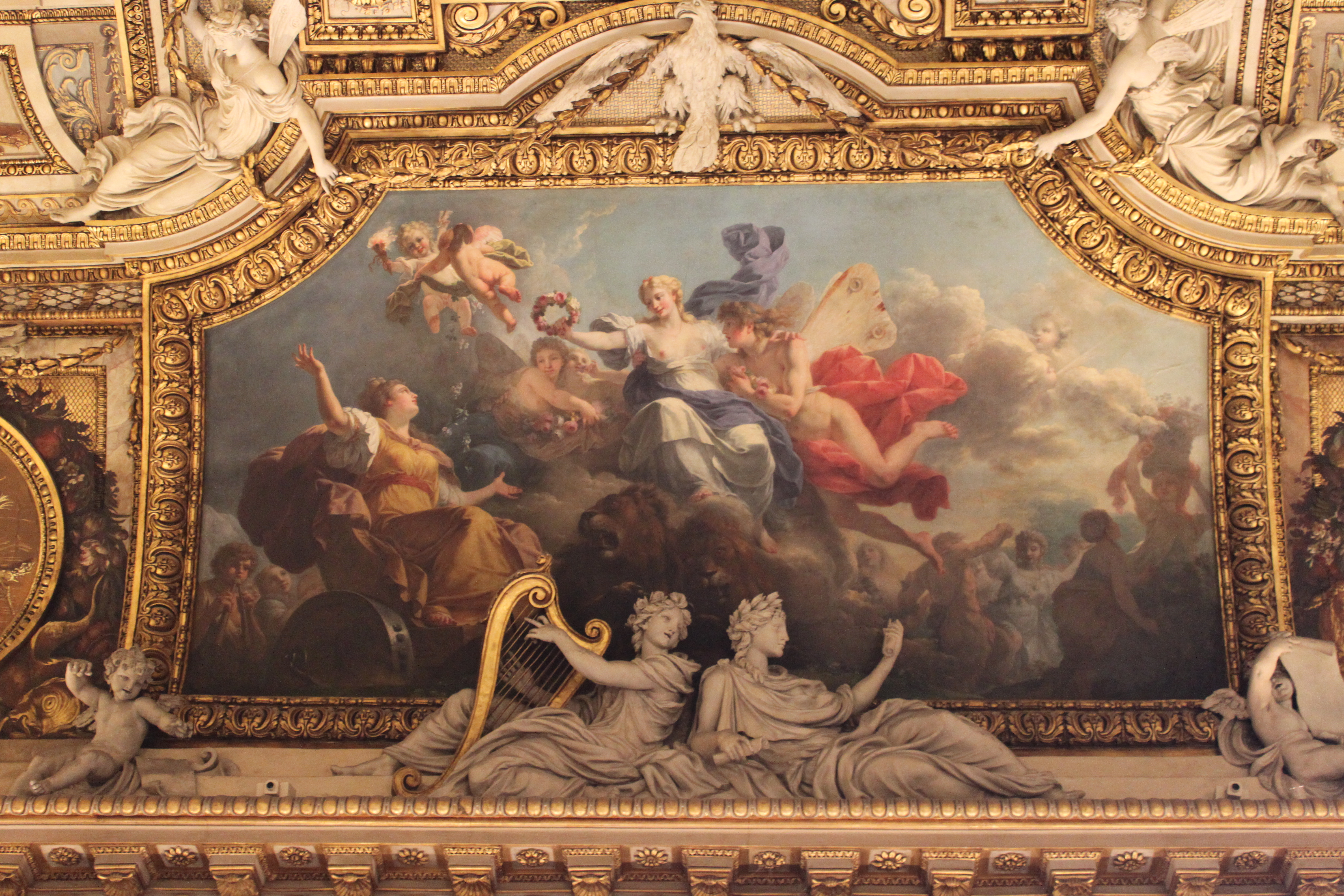
Le Printemps ou Zéphyr et Flore couronnant Cybèle (1780-1781), huile sur toile marouflée sur voûte, Paris, musée du Louvre, galerie d'Apollon.

Antoine-François Callet obtient le grand prix de Rome en 1764 avec Cléobis et Biton conduisant le char de leur mère au temple de Junon.
Il est agréé par l'Académie des beaux-arts en 1779 avec son portrait du comte d'Artois. Il est reçu avec sa toile allégorique Le printemps en 1781. Il expose au Salon à partir de 1783.
Il décore le centre du plafond de la grande galerie du palais du Luxembourg d'une composition intitulée L'Aurore. Sous le Consulat et l'Empire, il peint plusieurs allégories, dont une Allégorie du dix-huit brumaire ou La France sauvée (1801, salle du Sacre du château de Versailles) et une Allégorie de la bataille d'Austerlitz (1806, château de Versailles).
Il est, avec Joseph-Siffrein Duplessis, l'un des portraitistes officiels du roi Louis XVI et est considéré comme l'un des plus grands portraitistes de son temps.
De 1777 à 1780, il se fait construire, par l'architecte Bernard Poyet, un petit hôtel particulier, aujourd'hui disparu, au 23 rue du Montparnasse. À cette époque, il travaille au décor de l'hôtel Thellusson, rue de Provence.
Antoine-François Callet meurt à Paris le 2 octobre 1823.

## Œuvre

### Peintures

#### Chronologie
- Histoire de Vénus, 1774, huile sur toile, Paris, musée du Louvre, pavillon de Marengo[3].
- Le Printemps, ou Zéphyr et Flore couronnant Cybèle, 1780-1781, huile sur toile marouflée sur voûte, Paris, galerie d'Apollon du musée du Louvre.
- Portrait de Louis XVI en costume de sacre, 1786, huile sur toile, 2,46 × 1,92 cm, Compiègne, château de Compiègne. Commande officielle du ministre des Affaires étrangères, ce tableau a été peint pour servir de modèle aux copies qui ont été envoyées dans les cours des pays étrangers. On retrouve quelques rares exemplaires en pied dont l'un a appartenu à Marie-Hyppolite Gueuilly, marquis de Rumigny ambassadeur de France en Suède, à Turin et puis à Bruxelles. Il épousa la fille du maréchal Mortier, duc de Trévise. Leur fille Marie-Caroline de Trévise épousa le comte Hyppolite d'Ursel (Bruxelles) puis par succession le tableau échu au comte Auguste d'Ursel (21, rue du Luxembourg), ensuite à sa fille ainée la comtesse Louise d'Ursel, (vicomtesse d'Hennezel) (rue saint Bernard, 68, à Saint Gilles) puis par succession à son fils Antoine d'Hennezel (1927) qui le légua à l'un de ses fils en 2020 (Belgique).
- Portrait de Louis XVI, 1789, huile sur toile, Clermont-Ferrand, musée d'Art Roger-Quilliot.
- Tableau allégorique du 18 Brumaire an VIII, 1800, Vizille, musée de la Révolution française.

#### Dates non documentées
- Portrait en pied de Louis XVI en costume royal, huile sur toile, 2,65 × 1,85 cm, Valenciennes, musée des Beaux-Arts. Lors de la Révolution, l'effigie royale fut dissimulée par le peintre Jacques-François Momal qui peignit dessus à la détrempe une allégorie de la Justice montrant les Droits de l'homme[4] ;
- Portrait de Louis XVII, toile, 47 × 39 cm, Chartres, musée des Beaux-Arts, collection Courtois[5] ;
- L'Hiver ou Les Saturnales, huile sur toile, Paris, musée du Louvre ;
- La Liseuse, huile sur toile, Abbeville, musée Boucher-de-Perthes.

### Dessins
- Paris, École nationale supérieure des beaux-arts : 
  - Jupiter et Thétis, pierre noire, sanguine et pastel, 31,2 × 27,1 cm[6]. Théthis, agenouillée devant Jupiter, le regarde intensément en lui tenant le menton. Œuvre préparatoire au Jupiter et Cérès de l'artiste, c'est la seule feuille connue qui met en scène Théthis à la place de Cérès, on la reconnaît à son diadème et son bracelet. La similitude avec la toile d'Ingres sur le même sujet est frappante[7] ;
  - Les Saturnales, pierre noire, pinceau, encre brune, lavis brun et d'encre de Chine et légers rehauts de gouache blanche sur papier beige, 33,8 × 33,8 cm[8]. Par son caractère achevé et la densité de sa composition très complète, cette feuille est une œuvre à part entière. Au centre du dessin sous la statue de Saturne dévorant l'un de ses enfants, deux gladiateurs sont engagés dans un combat brutal[9] ;
  - Néréide agenouillée, ers 1774, pierre noire, rehauts de craie blanche sur papier bleu, 26,5 × 23,5 cm[10]. Peut-être une étude pour une cariatide du décor du Salon des Petits appartement du palais Bourbon ;
  - Groupe de quatre personnages : une femme entourée d'un jeune homme et de deux vieillards, étude d'ensemble pour le registre inférieur de la coupole, 1774-1778, pierre noire, estompe, rehauts de craie blanche sur papier beige, 20,9 × 34,8 cm[11]. Étude pour la coupole de la chapelle de la Vierge à l'église Saint-Sulpice[12] ;
  - Femme vue à mi-corps, la main gauche sur la poitrine, pierre noire, sanguine, rehaut de craie blanche sur papier gris brun, 23,8 × 37,2 cm[13]. Étude de détail pour le registre inférieur de la coupole de la chapelle de la Vierge à l'église Saint-Sulpice ;
  - Homme vu à mi-corps, nu, les bras tendus vers l'avant, pierre noire, estompe, sanguine, rehauts de craie blanche sur papier beige, 22,9 × 36,8 cm[14]. Étude de détail pour le registre inférieur de la coupole de la chapelle de la Vierge à l'église Saint-Sulpice ;
  - La présentation de la Vierge au temple, pierre noire, estompe et rehauts de craie blanche sur papier bleu, 50,4 × 35,6 cm[15]. Étude préparatoire au camaïeu sur les voussures de la chapelle de la Vierge à l'église Saint-Sulpice ;
  - La Naissance de Jésus, pierre noire, estompe, rehauts de craie blanche, traits d'encadrements à la pierre noire et à la craie blanche, 34,8 × 23,7 cm[16] ;
  - L'Éducation de Jésus, pierre noire sur papier beige, mis au carreau à la pierre noire, 38,2 × 23,8 cm[17] ;
  - La Déploration du Christ, pierre noire, estompe, rehauts de craie blanche sur papier bleu, 49,8 × 37,3 cm[18] ;
  - Quatre putti sur des nuages autour d'une étoile, pierre noire et rehauts de craie blanche sur papier bleu ; légers traits d'encadrement à la craie blanche, 28,3 × 20,9 cm[19] ;
  - Deux anges drapés sur des nuages, l'un portant une banderole, l'autre vidant une corbeille de fleurs, pierre noire, estompe et rehauts de craie blanche sur papier bleu jauni, 33,7 × 46 cm[20] ;
  - Etude de putto pour le camaïeu de la “Présentation de la Vierge au Temple”, reprise de la main droite, pierre noire et rehauts de craie blanche sur papier bleu, 25,8 × 39,4 cm[21] ;
  - Thétis suppliant Jupiter, avec Ganymède à sa gauche : première pensée pour le morceau d'agrément, 1777, pierre noire et pastel, 31,2 × 27 cm[22] ;
  - Jupiter et Cérès, 1777, pierre noire, estompe, rehauts de blanc et traits de sanguine brûlée sur papier brun clair. Composition ovale soulignée par des traits d'encadrement à la pierre noire, 52,2 × 42,9 cm. Étude préparatoire pour le morceau d'agrément d'Antoine Callet : Cérès implorant la foudre de Jupiter, après l'enlèvement de Proserpine sa fille[23] ;
  - Femme nue de profil, le pied gauche posé sur un socle, une guirlande de fleurs dans les mains, 1777-1778, pierre noire, estompe et rehauts de craie blanche sur deux morceaux de papier beige déchirés ; trait à la pierre noire partageant la feuille en deux dans le sens de la hauteur, 49,7 × 30,4 cm[24] ;
  - Combat de gladiateurs mâles et femelles, jeu de fêtes saturnales, 1882-1883, pierre noire, sanguine, lavis de bistre et de sanguine et rehauts de blanc sur papier beige ; trait d'encadrement à la pierre noire à gauche, 33,5 × 38,5 cm[25] ;
  - Combat de gladiateurs mâles et femelles, jeu de fêtes saturnales, pierre noire, pinceau, encre brune, lavis brun et d'encre de Chine et légers rehauts de gouache blanche sur papier beige, 33,5 × 39 cm[26].

## Élèves
- Jacques-Antoine Vallin
- André Dutertre